# Николай Волев
Николай Слави Волев е български сценарист и режисьор.

## Биография
Николай Волев е роден в София на 10 април 1946 г. Следва 5 семестъра архитектура във ВИАС през 1967 – 1968 г. През 1968 г. бяга от България без разрешение от властите. След престой в бежански лагер в Турция заминава за Англия. През 1972 г. завършва кинорежисура в Лондонското филмово училище. Работил е като тухлар, тютюноберач, събирач на отпадъчно брашно в мелница, поливач на панели в бетонов възел, берач на зеленчуци в ТКЗС, уличен продавач на сладолед, екскурзовод, строителен работник, фотолаборант, преводач от български на английски, разпоредител в лондонския киносалон за кралски премиери „Одеон“, барман, чертожник, мияч на чаши в дискотека, художник на реклами, помощник-архитект, филмов монтажист, киноактьор, сценарист, режисьор и продуцент.
В автобиографичната си книга „Девствената проститутка“ Волев описва перипетиите в своя живот, първите и по-късните си любовни трепети. Сред приключенията в житейския му път са псевдосътрудничество с ДС, бягство във Великобритания, брак с англичанка, завръщане в България.
Между 1972 и 1976 г. прави документални филми за Българската телевизия като сценарист и режисьор. А от 1978 до 1991 г. работи в Студията за игрални филми „Бояна“.
Николай Волев умира на 78-годишна възраст след падане от прозорец на таванско помещение в София.

## Филмография

### Режисьор
Игрални филми
- „Двойникът“ (1980)
- „Господин за един ден“ (1983)
- „Да обичаш на инат“ (1986)
- „Маргарит и Маргарита“ (1989)
- „Козият рог“ (1994)
- „Огледалото на дявола“ (2001)
- „Извън пътя“ (2017)

Документални филми
- „Цимент“ (късометражен, 1977) – сц. Христо Илиев – Чарли
- „Грънци“ (късометражен, 1983) – сц. Христо Илиев – Чарли
- „Дом 8“ (1986)
- „Вестникарската война“ (късометражен, 1993)
- „За смъртното наказание“ (1999)
- „Бърза помощ“ (1999)
- „Зимна приказка“ (1999)
- „Кремиковци – снимка за спомен“ (1999)
- „Вечният любовник“ (1999)

### Актьор
- „Селцето“ (ТВ сериал, 1978), 5 серии – Асо
- „Селцето“ (киновариант, 1978), 2 серии – Асо
- „Прилив на нежност“ (1983)– Пело Драмски
- „Мечтатели“ (1987)
- „Far from Berlin“ (1992) – Георг

### Като сценарист
- „Козият рог“ (1994) – заедно с Николай Хайтов